# Frank Hoste
Frank Hoste (Gant, 29 d'agost de 1955) és un ciclista belga, ja retirat, que fou professional entre 1977 i 1991.
El 1976, com a ciclista amateur, va prendre part als Jocs Olímpics d'Estiu de Mont-real, on va disputar dues proves del programa de ciclisme. En el seu palmarès destaquen cinc victòries d'etapa al Tour de França, cursa on també guanyà la classificació per punts el 1984. També va guanyar dues etapes al Giro d'Itàlia i el Campionat nacional de Bèlgica en ruta de 1982.

## Palmarès
- 1978
  - 1r al Gran Premi de Denain
- 1981
  - 1r a l'A través de Bèlgica
  - Vencedor d'una etapa als Quatre dies de Dunkerque
- 1982
  -  Campió de Bèlgica en ruta
  - 1r a la Gant-Wevelgem
  - 1r als Quatre dies de Dunkerque i vencedor d'una etapa
  - Vencedor d'una etapa al Tour de França
- 1983
  - Vencedor d'una etapa al Giro d'Itàlia
  - Vencedor de 3 etapes de la Volta a Suïssa
  - Vencedor de 2 etapes de la Volta a Catalunya
  - Vencedor de 2 etapes de la Volta a Andalusia
  - Vencedor d'una etapa als Tres dies de La Panne
- 1984
  - 1r al Gran Premi de Valònia
  - 1r a la Hasselt-Spa-Hasselt
  - Vencedor de 3 etapes al Tour de França i  1r de la classificació per punts
  - Vencedor de 2 etapes de la Volta a Aragó
- 1985
  - Vencedor d'una etapa al Giro d'Itàlia
  - Vencedor d'una etapa de la Volta a Andalusia
- 1986
  - 1r al Gran Premi del cantó d'Argòvia
  - Vencedor de 2 etapes de la Volta a Catalunya
  - Vencedor d'una etapa al Tour de França
- 1988
  - Vencedor d'una etapa a la Volta a Luxemburg

### Resultats al Tour de França
- 1980. Abandona (14a etapa)
- 1981. 95è de la classificació general
- 1982. Abandona (17a etapa). Vencedor d'una etapa
- 1984. 100è de la classificació general. Vencedor de 3 etapes.  1r de la classificació per punts
- 1986. 116è de la classificació general. Vencedor d'una etapa
- 1987. Abandona (13a etapa)
- 1988. 124è de la classificació general
- 1989. Abandona (10a etapa)

### Resultats al Giro d'Itàlia
- 1983. 114è de la classificació general. Vencedor d'una etapa
- 1985. 117è de la classificació general. Vencedor d'una etapa
- 1986. 136è de la classificació general
- 1987. 119è de la classificació general
- 1989. 125è de la classificació general